# Rafael Lönnström

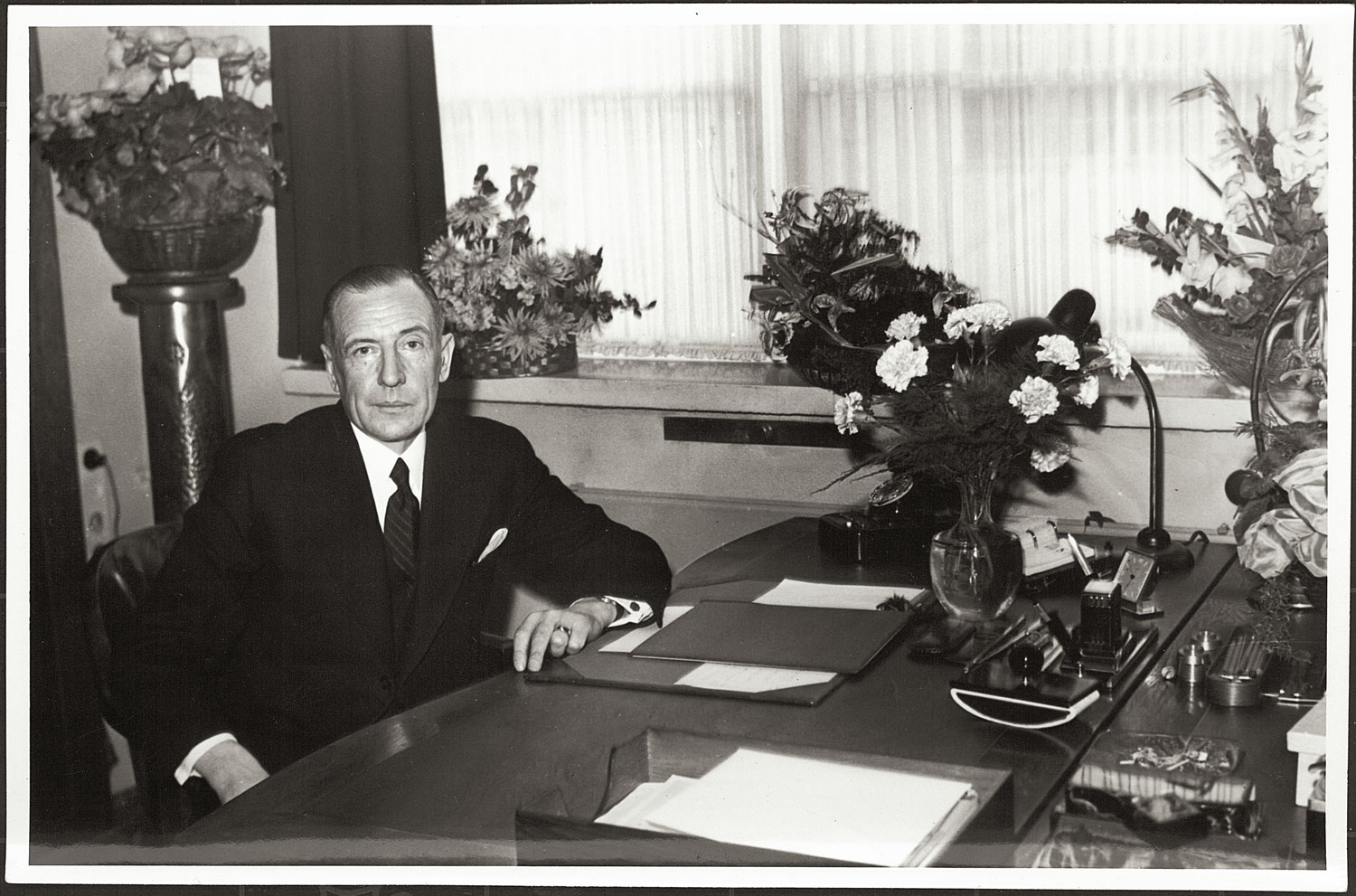
Rafael Lönnström.

Frans Gottfrid Rafael Lönnström, född 8 oktober 1892 i Villmanstrand, död 11 december 1943 i Stockholm, var en finländsk industriman. 
Lönnström arbetade före ryska revolutionen vid de Putilovska vapenfabrikerna i Sankt Petersburg och fick efter att ha deltagit i kriget 1918 i anställning som vapenofficer vid finländska försvarsmakten, där han närmast hade till uppgift att iståndsätta krigsbytesvapen. Han var 1927–1929 verkställande direktör för skyddskårernas vapenverkstad (sedermera Sako Oy) och grundade 1929 tändrörsfabriken Oy Sytytin i Helsingfors samt 1936 ammunitionsfabriken Oy Ammus i Raumo, dit även det förstnämnda företaget flyttade under fortsättningskriget. Dessa försvarsindustrier överlevde till stor del tack vare utländska beställningar, men från vinterkrigets utbrott fanns avsättning för allt de kunde producera, till goda priser. Han blev 1940 huvuddelägare i företagen – vilket inte alltid skedde med helt gentlemannamässiga metoder – och utnämndes 1942 till koncernchef, men avled redan följande år i tuberkulos. Verksamheten fortsattes av hans änka Teresia Lönnström.